# Rhododendron 'Onkel Dines'
Rododendron 'Onkel Dines' er en busk af underslægten Park-Rododendron. Det er en hybrid, som er opstået ved krydsning mellem sorterne 'Pink Pearl' og 'Catawbiense Grandiflorum'. Den er lavet af Dines Poulsen i 1935, i Kellerris ved Kvistgård, Helsingør. 

## Beskrivelse
Det er en kraftigt voksende busk med en frodig og tæt, næsten træagtig vækst. Bladene er stedsegrønne og bredt ovale og hvælvede. Oversiden er frisk grøn og halvblank, mens undersiden er mat lysegrøn. Blomstringen sker i den sidste del af maj og lidt ind i juni, hvor busken bærer talrige stande hver med op til 14 store, lyserøde blomster, der hver har en brun svælgtegning. Blomsterne dufter behageligt af vanilje. Frugterne er tørre, opsprækkende kapsler.
Rodnettet er meget tæt forgrenet med filtede finrødder. Planten er afhængig af at få etableret en symbiose med mykorrhiza-svampe.
Højde x bredde og årlig tilvækst: 6,00 x 3,50 m (25 x 10 cm/år).

## Anvendelse
Sorten er fukdt hårdfør ned til -31° C., og veddet er sejt, så grenne ikke knækker under snetryk. Særligt egnet som grundstamme på grund af de kraftige rødder. Den kan bruges solitært og i ethvert surbundsbed.